# 分枝粗糙黄堇
分枝粗糙黄堇（学名：Corydalis scaberula var. ramifera）为罂粟科紫堇属下的一个变种。

## 扩展阅读
- 維基物種上的相關：分枝粗糙黄堇